# Brdarci
Brdarci este o localitate din comuna Črnomelj, Slovenia, cu o populație de 37 de locuitori.